# Гюнтер о’Дим
Гюнтер о’Дим (англ. Gaunter O'Dimm), также известный под псевдонимами Стеклянный человек и Господин Зеркало — второстепенный персонаж компьютерной игры «Ведьмак 3: Дикая Охота» и главный антагонист дополнения «Каменные сердца». Зловещее бессмертное существо, способное исполнять людские желания и повелевать временем.

## Внешность
Гюнтер о’Дим — высокий мужчина лет сорока, с бритой головой и короткой щетиной на лице. У него темно-карие глаза и темные волосы, римский нос, улыбчивое лицо с выступающими скулами. Он одет в жёлтый короткий камзол с синими полосками на плечах и манжетах, желтоватую рубаху, полы которой вылезают из-под верхней одежды, кожаный потертый капюшон, кожаные перчатки без пальцев, синие штаны с небольшими разрезами и буфами на коленях, сапоги. О’Дим носит две торбы, перекинутые через оба плеча, в левой хранятся свитки (возможно, договоры Гюнтера и его «жертв»), на шее он носит мешочек. О’Дим подпоясан двумя узкими ремнями, справа на одном из них висит небольшой нож.

## История создания
Хотя игра «Ведьмак 3: Дикая Охота» основана на серии книг «Ведьмак» польского писателя Анджея Сапковского, Гюнтер о’Дим не появляется в этих книгах — он был придуман разработчиками из студии CD Projekt RED специально для игры. В дополнении «Каменные сердца», основанном на польских народных легендах о пане Твардовском, Гюнтер о’Дим играет роль дьявола. В игре Гюнтера о’Дима также называют «Стеклянным человеком» и «Господином Зеркало».
По словам сценариста игры Каролины Стахыры, имя и фамилия этого героя были позаимствованы из творчества Стивена Кинга — романа «Нужные вещи» и других, где появляются схожие персонажи-искусители — Лиланд Гонт и Уолтер О’Дим, он же Рэндалл Флэгг. Прообразом для манер Гюнтера о’Дима и некоторых сцен с его участием послужил Густаво Фринг, персонаж американского сериала «Во все тяжкие»: в частности, сцена, в которой Гюнтер о’Дим убивает вмешавшегося в разговор человека ложкой, отсылает к моменту «Во все тяжкие», в которой Фринг убивает одного из своих подручных канцелярским ножом.
Гюнтер о’Дим был первоначально введен в сценарий игры как примечательный неигровой персонаж, дающий в самом начале игры Геральту из Ривии подсказку, где искать его возлюбленную Йеннифэр. Обсуждая эту сцену, разработчики быстро пришли к мысли, что такую подсказку не мог бы дать обычный человек, и задумались о введении «таинственного странника» — наблюдательного и загадочного персонажа, который знает больше, чем говорит; уже на этапе написания этих ранних диалогов было ясно, что Гюнтер — персонаж с огромным потенциалом. Стахыра и её коллеги успели придумать пару «крутых» идей, прежде чем управляющий директор CD Projekt RED Адам Бадовский объявил, что хочет увидеть в игре легенду о пане Твардовском — то есть её интерпретацию, подходящую для мира «Ведьмака». «Стеклянный человек» Гюнтер о’Дим подошёл для этой цели как нельзя лучше.

## Интересные факты
- Хотя герой игры Геральт из Ривии общается с Гюнтером о’Димом напрямую лишь в нескольких ключевых сценах «Каменных сердец», о’Дим зачастую присутствует во многих других сценах на заднем плане, смешиваясь с толпой и меняя одежду соответственно ситуации — он может выглядеть как крестьянин или стражник[3].
- В 2015 году, вскоре после выхода дополнения, студия CD Projekt RED объявила конкурс для игроков, предложив найти все появления «Стеклянного человека» в дополнении, однако ни одному приславшему письмо с ответами участнику этого не удалось; победитель нашел почти все появления[3][4].